# Lucien Bouchard
Lucien Bouchard (wym. [lysjɛ̃ buʃaʁ]; ur. 22 grudnia 1938 w Saint-Coeur-de-Marie) – polityk kanadyjski, premier prowincji Quebec z ramienia Partii Quebecu.

## Życiorys
Studiował nauki społeczne w Jonquière Classical College, gdzie w 1959 uzyskał tytuł licencjata, a następnie prawo na Uniwersytecie w Laval. Praktykę adwokacką rozpoczął w 1964 w Chicoutimi. Z zawodem prawnika rozstał się w 1985, by poświęcić się polityce. Już wcześniej jednak współpracował z rządem prowincjonalnym jako ekspert w dziedzinie prawa pracy i prawa korporacyjnego.
Choć Bouchard znany jest jako frankofoński nacjonalista i separatysta, w początkowym okresie swej politycznej działalności uchodził za oddanego federalistę. Karierę polityka rozpoczął wstępując do partii liberalnej w 1970. Wydarzenia kryzysu październikowego podkopały jego zaufanie do liberałów. W tym czasie zbliżył się do Partii Quebecu, w szczególności dążąc wielkim podziwem jej lidera René Lévesque. Formalnie jednak nie został członkiem Partii Quebecu w tamtym czasie. W referendum na temat suwerenności Quebecu w 1980 należał do grupy polityków optujących za "tak". Po przegranym referendum i ogólnym spadku seperatystycznej euforii dołączył do federalnej partii progresywno-konserwatywnej, której liderem był kolega ze studiów Brian Mulroney. Bouchard wierzył, że Mulroney doprowadzi do odpowiednich zmian w konstytucji tak by powiększyć autonomię Quebecu i nadać tej prowincji status wydzielonego społeczeństwa. Zanim jednak wszedł do rządu federalnego, odbył misję dyplomatyczną do Francji, gdzie przebywał przez kilka lat jako ambasador Kanady. W 1988 został ministrem w rządzie federalnym – początkowo spraw zagranicznych, a następnie ochrony środowiska.
Mulroney nie zawiódł nadziei, jakich pokładał w nim Bouchard. Rozpoczął skomplikowany proces zmian konstytucyjnych, który zaowocował porozumieniami w Meech Lake i w Charlotetown. Niestety dla Quebecu porozumienia te nie zostały ratyfikowane przez wszystkie zainteresowane strony. Wywołało to kolejny wzrost tendencji separatystycznych w Quebecu, które ostatecznie doprowadziły do drugiego referendum w 1995. Sam Bouchard utracił zaufanie do partii i spowodował secesję z niej większości posłów pochodzących z Quebecu, tworząc oddzielny klub parlamentarny, z którego wkrótce wykształciła się nowa partia federalna Blok Quebecu. W czasie drugiego referendum Bouchard, obok Jacques'a Parizeau, był jednym z czołowych zwolenników separatyzmu. Po przegranej w referendum i rezygnacji ze stanowiska lidera Partii Quebecu przez Parizeau, Bouchard pozostawił Block Quebecu i przejął, jego zdaniem ważniejszą misję przewodzenia separatystami i nacjonalistami prowincji, oraz rządem prowincji jako jej premier.
Jako premier odrzucił możliwość szybkiego doprowadzenia do następnego referendum, czym się naraził radykałom. Uznał, że sytuacja ekonomiczna i społeczna nie sprzyja temu. Przyjął zasadę wyrażoną w sloganie conditions gagnantes, iż należy oczekiwać na "sprzyjające okoliczności". Nie oznaczało to bezczynności, lecz działania, głównie w sferze ekonomicznej. Prowincja po latach rządów keysenistów znajdowała się w gospodarczej zapaści. Szczególnie niebezpiecznym był niezrównoważony budżet. Bouchard zakładał doprowadzenie do równowagi budżetowej do końca wieku, co udało się osiągnąć w 1999. Odstąpienie, a raczej zawieszenie polityki dążenia do suwerenności naraziło Boucharda na krytykę ze strony radykalnego skrzydła partii. Krytyka ta, a także problemy zdrowotne (w wyniku rzadkiej infekcji bakteryjnej stracił jedną nogę) skłoniły go do wycofania się z czynnej polityki w 2001.